# Ian Waddell
Ian Gardiner Waddell (Glasgow, 11 de noviembre de 1942-Vancouver, 15 de marzo de 2021) fue un político, autor y cineasta británico radicado en Canadá. Se desempeñó en la Cámara de los Comunes de Canadá de 1979 a 1993 y en la Asamblea Legislativa de Columbia Británica de 1996 a 2001.

## Primeros años y carrera
Waddell nació en Glasgow, Escocia, el 11 de noviembre de 1942. Su familia emigró a Canadá cuando tenía cinco años. Su padre, Jack, trabajaba como electricista; su madre, Isabel, trabajaba como mesera. Inicialmente se quedó en Scarborough, Ontario y luego la familia se mudó a Etobicoke. Estudió historia en la Universidad de Toronto (UT) y se graduó con una licenciatura en artes en 1963. Después de recibir un diploma de profesor de la Facultad de Educación de Ontario ese mismo año, enseñó en Western Tech en Toronto. Luego regresó a UT para estudiar derecho, y se graduó con un LLB en 1967. Posteriormente estudió en la Escuela de Economía de Londres (LSE), de la que obtuvo una maestría en derecho internacional.
Crítico de la Law Society of Upper Canada, Waddell se trasladó a Vancouver, Columbia Británica, donde trabajó en McTaggart, Ellis and Company. Trabajó como fiscal adjunto de la ciudad de Vancouver de 1971 a 1972, y luego como abogado defensor penal. Más tarde, como Director Legal de Community Legal Assistance Society, fue asesor legal en la primera demanda colectiva de consumidores exitosa en Canadá. Luego pasó a ser abogado de la histórica investigación del oleoducto Mackenzie Valley del juez Tom Berger (1974-1977), antes de convertirse en socio de DeCario & Waddell.

## Carrera política
Waddell apoyó al Partido Liberal de Canadá en su juventud; se unió al club liberal durante su tiempo en UT, y condujo al líder del partido Lester Pearson durante la campaña electoral federal de 1962. Durante su tiempo en la LSE, se convenció de los méritos de la socialdemocracia y, al darse cuenta de que el Partido Liberal de la Columbia Británica tenía una postura más conservadora, llegó a apoyar al Nuevo Partido Democrático de la Columbia Británica (BC NDP, por sus siglas en inglés). candidatos del partido durante las elecciones provinciales de 1969.
Waddell ganó la nominación como candidato del Nuevo Partido Demócrata en 1977, y se postuló para ese partido en las elecciones federales de 1979, disputando el montar a caballo de Vancouver Kingsway. Ganó el escaño con el 45% de los votos, superando al candidato liberal en ejercicio Simma Holt, y fue reelegido miembro del parlamento (MP) por eso en las elecciones federales de 1980 y 1984. Se desempeñó como crítico de energía de NDP en el momento del Programa Nacional de Energía, antes de cubrir otras carteras como desarrollo económico, empleo, pesca y comunicaciones.
Durante la patriación de la constitución canadiense, Waddell participó en la redacción de la Sección 35 de la Ley de la Constitución de 1982 y la Sección 92A de la Ley de la Constitución de 1867; el primero brinda protección constitucional a los derechos indígenas y de tratados de los pueblos indígenas en Canadá, mientras que el segundo otorga a las provincias un mayor control sobre los recursos naturales no renovables.
Con la disolución de Vancouver Kingsway, Waddell, en cambio, impugnó la conducción recién establecida de Port Moody-Coquitlam en las elecciones federales de 1988. Fue elegido diputado por esa conducción, y se desempeñó como crítico de justicia del NDP en el 34º Parlamento canadiense.  Tras la dimisión de Ed Broadbent como líder federal del NDP en 1989, Waddell se unió a la carrera por el liderazgo; ocupó el sexto lugar en la primera votación antes de retirarse. Buscó la reelección en Port Moody-Coquitlam en las elecciones federales de 1993, pero quedó en tercer lugar con el 21% de los votos, poniendo fin a su carrera de 14 años como diputado.
Como candidato de BC NDP en las elecciones provinciales de 1996, Waddell fue elegido miembro de la Asamblea Legislativa de Columbia Británica para representar la conducción de Vancouver-Fraserview, ganando por 380 votos. Fue nombrado Ministro de Pequeñas Empresas, Turismo y Cultura en febrero de 1998 por el Primer Ministro Glen Clark. Como ministro, Waddell fue responsable de la primera candidatura olímpica para los Juegos Olímpicos de Invierno de 2010 en Vancouver y Whistler, superando a la bien financiada Calgary y al favorito político de la ciudad de Quebec. Trajo un crédito fiscal para películas, lo que creó una industria cinematográfica de mil millones de dólares en Columbia Británica. Posteriormente se desempeñó como Ministro de Medio Ambiente, Tierras y Parques bajo Ujjal Dosanjh desde noviembre de 2000 hasta abril de 2001. Perdió el escaño de Vancouver-Fraserview ante el candidato liberal Ken Johnston en las elecciones provinciales de 2001.
En las elecciones federales de 2004, Waddell se postuló para la reelección al Parlamento en el distrito reconstituido de Vancouver Kingsway, perdiendo ante el candidato liberal David Emerson. En este momento, Waddell se declaró bisexual. En una revancha entre los dos en las elecciones federales de 2006, Waddell volvió a perder ante Emerson.

## Vida post política
Después de dejar la política, Waddell trabajó como consultor en asuntos ambientales, gubernamentales y aborígenes. Se le otorgó el título honorífico de Consejero de la reina en diciembre de 2013 por su contribución excepcionalmente meritoria a la ley. También se convirtió en productor de documentales y ganó el premio al Mejor Productor en el Festival de Cine de Beverly Hills de 2016 junto a Dylan Playfair y Robert Lang por su película The Drop: Why Young People Don't Vote.
Waddell lanzó la novela de misterio político A Thirst to Die For en 2002, y publicó sus memorias políticas Take the Torch en 2018. Falleció el 15 de marzo de 2021 en su casa de Vancouver. Tenía 78 años; no se anunció de inmediato la causa de la muerte.